# Babesia
A Babesia (magyar szóhasználattal babézia) az Alveolata klád Piroplasmida rendjének egyik nemzetsége. Korábban a Chromalveolata országba sorolták.
A fertőzés kullancsok (Ixodidae) által terjed az emlős gazdafajok egyedei között. Az okozott betegség neve babéziózis (babesiosis). Magyarországon elsősorban a kutyák életveszélyes, azonnali kezelést igénylő megbetegedéseként ismert.
Névadója Victor Babeș román bakteriológus, aki először fedezte fel 1888-ban, és több mint 100 faja ismert, melyek számos gerinces vörösvérsejtjeit támadják, és kullancsok terjesztik.

## Tudnivalók
A Babesia-fajok egy élősködő nemzetséget alkotnak, és a fő okozói a babesiosisnak, mely hemolitikus betegség. Eddig több, mint 100 Babesia fajt azonosítottak, de ezekből csak néhány veszélyes az ember számára. A Babesia fajok többsége állatokban élősködik, mint például szarvasmarhákban, és egyéb háziállatokban.
Ha az ember megfertőződik (pl. Nantucket-szigeti láz), a tünetek a maláriához hasonlóak, emiatt a babesiosisban szenvedőket gyakran maláriásként kezelik.
A kutyák igen gyors lefolyású és életveszélyes, de azonnali és szakszerű kezeléssel többnyire gyógyítható megbetegedésének, a kullancs által közvetített babéziózisnak (babesiosis) okozója. Emberre veszélyes változata nálunk egyelőre nem terjedt el.

## Rendszerezés
A nemzetségbe az alábbi fajok tartoznak (a lista hiányos):
- Babesia bennetti
- Babesia bigemina
- Babesia bovis
- Babesia caballi
- Babesia canis
- Babesia capreoli
- Babesia cati
- Babesia divergens
- Babesia duncani
- Babesia felis
- Babesia gibsoni
- Babesia herpailuri
- Babesia jakimovi
- Babesia kiwiensis
- Babesia lengau
- Babesia leo
- Babesia major
- Babesia motasi
- Babesia occultans
- Babesia orientalis
- Babesia ovata
- Babesia ovate
- Babesia ovis
- Babesia pantherae
- Babesia pitheci
- Babesia venatorum

## Fordítás
- Ez a szócikk részben vagy egészben  a   Babesia című angol Wikipédia-szócikk ezen változatának fordításán alapul.  Az eredeti cikk szerkesztőit annak laptörténete sorolja fel. Ez a jelzés csupán a megfogalmazás eredetét és a szerzői jogokat jelzi, nem szolgál a cikkben szereplő információk forrásmegjelöléseként.